# Quemado de Güines
Quemado de Guines é um município de Cuba pertencente à província de Villa Clara. 